# Kriptogram
A kriptogram (vagy kriptogramma) olyan rövid szövegrészlet, ahol minden egyes betű helyén különböző betű áll (de azonos betűket azonos betűk helyettesítenek). A rejtvény megfejtéséhez az eredeti betűkre kell rájönni. Habár egykor komolyabb alkalmazásai is voltak, ma már csak rejtvényújságokban és magazinokban találkozhatunk velük.

## A kriptogramok története
A kriptogramok eredetileg nem a szórakoztatás céljából jöttek létre, hanem a spártai katonák használták az i. e. 5. században. Egy rúdból és egy körétekert papírból állt, amely átfedés nélkül fonódott a rúd köré. Miután az üzenetet megírták, a papírt leszedték a rúdról és elküldték. Az üzenetet csak az tudta megfejteni, akinek ugyanolyan átmérőjű rúdja volt.
Az első olyan kriptogramok, amelyeket szórakoztatás céljából hoztak létre, a középkorban jelentek meg, amikor a szerzetesek szabadidejükben ezzel foglalatoskodtak. Egy Bambergben talált kézirat szerint a Merfyn Frych ap Griad (844-ig élt), a walesi Gwynedd királyának ír látogatói egy olyan kriptogramot kaptak, amelyet csak úgy lehetett megoldani, ha a latin betűket görög betűkkel cserélték fel. A 13. század környékén az angol szerzetes, Roger Bacon könyvében hét kódolási módszert sorolt fel, és azt állította, hogy "bolond az, aki egy titkot a tartalmát a laikusok szeme elől elrejtő módtól eltérően ír le". A reneszánsz idején a kriptogramokat politikai célokra használták.

## A kriptogramok megoldása
Ez általában gyakoriságelemzéssel történik, valamint betűsémák keresésével a szavakban, mint például az egy betűs szavak esetében, amelyek a magyar nyelvben "a", "e", "ő" és "s" betű lehet (az angol nyelvben csak 2 lehetőség van). Olykor a rejtvények készítői segítségképpen egy-két betűt előre megadnak. Cryptogram a neve az American Cryptogram Association (Amerikai Kriptogram Szövetség, ACA) kiadványának is, amelyben számos ilyen rejtvény található.

## Külső hivatkozások
- Cryptograms.org – Online és nyomtatható kriptogramok
- Cryptogram Cracker Archiválva 2006. július 5-i dátummal a Wayback Machine-ben – Online kriptogrammegoldó
- Cryptograma – Flash-alapú kriptogramjáték (angolul és spanyolul)
- MajorTalon.com
- CryptogramCorner
- The American Cryptogram Association
- Bruce Schneier Crypto-gram hírlevele
- Bruce Schneier Crypto-gram hírlevele audió (podcast) formátumban Archiválva 2006. június 15-i dátummal a Wayback Machine-ben
- Cryptic Quoter